# HTC Artemis
De HTC Artemis, ook bekend als de HTC P3300 en T-Mobile MDA Compact is een smartphone die geproduceerd is door HTC uit Taiwan. De Artemis heeft onder andere een interne gps-ontvanger, bluetooth, wifi en een 2,0 megapixelcamera.

## Specificaties
De volgende specificaties zijn afkomstig van de website van de fabrikant:
| Functie           | Component                           |
| ----------------- | ----------------------------------- |
| Besturingssysteem | Windows Mobile 5.0                  |
| Processor         | TI OMAP850 (201 MHz)                |
| Geheugen          | 128 MB ROM, 64 MB RAM, microSD-slot |
| Scherm            | 240x320, 7,1 cm (2,8")              |
| Grootte           | 108 x 58 x 16,8 mm                  |
| Batterij          | 1350 mAh Li-ion                     |
| GSM               | 850, 900, 1800, 1900                |
| Netwerk           | gsm, GPRS, gps, EDGE                |
| Gps               | SiRFstar III, 20 kanalen            |
| Connectiviteit    | USB, Bluetooth 2.0, wifi            |
| Camera            | 2.0 megapixel                       |